# Josh Prenot
Josh Prenot est un nageur américain né le 28 juillet 1993 à Sedalia. Il remporte la médaille d'argent du 200 m brasse aux Jeux olympiques d'été de 2016 à Rio de Janeiro.